# Naturpark Frankenhöhe
Naturpark Frankenhöhe er på ca. 1.100 km² og ligger nordøst for byen Rothenburg ob der Tauber i Bayern i Tyskland. Naturparken er et afvekslende, solrigt sydtysk landskab, med blandede skove, floder og vinområder. Den nordvestlige del af parken ligger i bjergkæden Frankenhöhe.